# INEOS Grenadiers/2025
Deze pagina geeft een overzicht van de INEOS Grenadiers-wielerploeg in 2025.

## Algemeen
Sponsor: INEOS
Algemeen manager: John Maxwell Allert
Ploegleiders: Xabier Artetxe Gesuraga, Kurt-Asle Arvesen, Leonardo Basso, Kurt Bogaerts, Dario Cioni, Oliver Cookson, Zak Dempster, Imanol Erviti, Tom Helleman, Carsten Jeppesen Christian Knees, Mehdi Kordi, Luca Oggiano, Adrián López, Ian Stannard, Xabier Zandio

Fietsen: Pinarello
Materiaal: Shimano
Kleding: GOBIK

## Renners
| Naam                 | Geboortedatum | Nationaliteit       | Ploeg 2024              |
| -------------------- | ------------- | ------------------- | ----------------------- |
| Thymen Arensman      | 04-12-1999    | Nederland           | [ 2 ]                   |
| Andrew August        | 12-10-2005    | Verenigde Staten    |                         |
| Egan Bernal          | 13-01-1997    | Colombia            |                         |
| Jonathan Castroviejo | 27-04-1987    | Spanje              | [ 3 ]                   |
| Laurens De Plus      | 04-09-1995    | België              |                         |
| Caleb Ewan*          | 11-07-1994    | Australië           | Team Jayco AlUla        |
| Tobias Foss          | 25-05-1997    | Noorwegen           |                         |
| Omar Fraile          | 17-07-1990    | Spanje              |                         |
| Filippo Ganna        | 25-07-1996    | Italië              |                         |
| Lucas Hamilton       | 12-02-1996    | Australië           | Team Jayco AlUla        |
| Kim Heiduk           | 03-03-2000    | Duitsland           |                         |
| Bob Jungels          | 22-09-1992    | Luxemburg           | Red Bull-BORA-hansgrohe |
| Michał Kwiatkowski   | 02-06-1990    | Polen               |                         |
| Victor Langellotti   | 07-06-1995    | Monaco              | Burgos-BH               |
| Axel Laurance        | 13-04-2001    | Frankrijk           | Alpecin-Deceuninck      |
| Michael Leonard      | 26-03-2004    | Canada              |                         |
| Peter Øxenberg**     | 23-10-2005    | Denemarken          | Team ColoQuick          |
| Salvatore Puccio     | 31-08-1989    | Italië              |                         |
| Brandon Rivera       | 21-03-1996    | Colombia            |                         |
| Carlos Rodriguez     | 02-02-2001    | Spanje              |                         |
| Óscar Rodríguez      | 06-05-1995    | Spanje              |                         |
| Magnus Sheffield     | 19-04-2002    | Verenigde Staten    |                         |
| Artem Shmidt         | 30 jan 2004   | Verenigde Staten    |                         |
| Ben Swift            | 05-11-1987    | Verenigd Koninkrijk |                         |
| Connor Swift         | 30-10-1995    | Verenigd Koninkrijk |                         |
| Joshua Tarling       | 15-02-2004    | Verenigd Koninkrijk |                         |
| Geraint Thomas       | 25-05-1986    | Verenigd Koninkrijk |                         |
| Ben Turner           | 28-05-1999    | Verenigd Koninkrijk |                         |
| Samuel Watson        | 24-09-2001    | Verenigd Koninkrijk | Groupama-FDJ            |

* vanaf 23 januari  tot 6 mei 
** vanaf 1 augustus

### Vertrokken
| Naam             | Geboortedatum | Nationaliteit       | Ploeg 2025                    |
| ---------------- | ------------- | ------------------- | ----------------------------- |
| Ethan Hayter     | 18-09-1998    | Verenigd Koninkrijk | Soudal Quick-Step             |
| Leo Hayter       | 10-08-2001    | Verenigd Koninkrijk | ?                             |
| Jhonatan Narváez | 04-03-1997    | Ecuador             | UAE Team Emirates             |
| Tom Pidcock      | 30-07-1999    | Verenigd Koninkrijk | Q36.5 Pro Cycling Team        |
| Luke Rowe        | 10-03-1990    | Verenigd Koninkrijk | Gestopt                       |
| Theodor Storm    | 31-03-2005    | Denemarken          | Team Lotto Kern-Haus PSD Bank |
| Elia Viviani     | 07-02-1989    | Italië              | Lotto                         |
| Cameron Wurf     | 03-08-1983    | Australië           | Gestopt                       |

## Overwinningen
| Nationale kampioenschappen wielrennen Canada - tijdrit: Michael Leonard Colombia - tijdrit: Egan Bernal Colombia - wegwedstrijd: Egan Bernal Italië - tijdrit: Filippo Ganna Luxemburg - tijdrit: Bob Jungels Noorwegen - tijdrit: Tobias Foss Verenigd Koninkrijk - wegwedstrijd: Samuel Watson Verenigde Staten - tijdrit: Artem Shmidt Ronde van Valencia Jongerenklassement: Carlos Rodríguez Clásica Jaén Michał Kwiatkowski Ronde van de Verenigde Arabische Emiraten 2e etappe (ITT): Joshua Tarling Tirreno-Adriatico 1e etappe: Filippo Ganna Parijs-Nice 8e etappe: Magnus Sheffield Ploegenklassement: *1) Internationale Wielerweek 1e etappe: Caleb Ewan Ronde van het Baskenland 2e etappe: Caleb Ewan Ronde van de Alpen 4e etappe: Thymen Arensman | Ronde van Romandië Proloog (ITT): Samuel Watson Ronde van Italië 2e etappe (ITT): Joshua Tarling Vierdaagse van Duinkerke 4e etappe: Samuel Watson Eindklassement: Samuel Watson Jongerenklassement: Samuel Watson Ronde van Oostenrijk 5e etappe: Bob Jungels Ronde van Frankrijk 14e etappe: Thymen Arensman 19e etappe: Thymen Arensman Ronde van Polen 3e etappe: Ben Turner 6e etappe: Victor Langellotti Puntenklassement: Ben Turner |  |

1*) Ploeg Parijs-Nice: Arensman, Foss, Jungels, Sheffield, B.Swift, Tarling, Watson
2010 · 2011 · 2012 · 2013 · 2014 · 2015 · 2016 · 2017 · 2018 · 2019 · 2020 · 2021 · 2022 · 2023 · 2024 · 2025
Alpecin-Deceuninck · Arkéa-B&B Hotels · Bahrain Victorious · Cofidis · Decathlon AG2R La Mondiale Team · EF Education-EasyPost · Groupama-FDJ · INEOS Grenadiers · Intermarché-Wanty · Lidl-Trek · Movistar Team · Red Bull-BORA-hansgrohe · Soudal Quick-Step · Jayco AlUla · Team Picnic PostNL · UAE Team Emirates-XRG · Visma-Lease a Bike · XDS Astana Team